# Незвичайне місто
«Незвичайне місто» — радянський художній фільм знятий режисером Віктором Ейсимонтом на Кіностудії ім. М. Горького в 1962 році (стереоформат), звичайний варіант — в 1963 році. Прем'єра фільму відбулася 3 квітня 1963 року (стерео) 30 березня 1964 року (звичайний варіант).

## Сюжет
Авантюрист Облапошкін, який любить отримувати вигоду для себе у всьому і від усіх, за волею випадку, потрапляє у фантастичне місто знаменитого дресирувальника Дурова, в якому живуть його звірі. Життя «Незвичайного міста» побудоване на повному перетворенні звірів, які його населяють, на «людей». Тварини виступають у фільмі в ролі людей. Не в силах змінити свої звички обиватель Облапошкін, головне для якого — це власне благополуччя, і тут намагається витягти для себе вигоду. Але саме таких і любить вчити життя…

## У ролях
- Борис Новиков —  Євген Петрович Облапошкін
- Емілія Трейвас —  дружина Облапошкіна
- Володимир Дуров — дресирувальник Дуров
- Ераст Гарін —  Крутіков, директор лазні / секретарка Крутікова / Пал Палич, дядько Облапошкіна
- Костянтин Сєвєрний — епізод (немає в титрах)

## Знімальна група
- Сценарій —  Микола Зінов'єв, Микола Ердман
- Режисер — Віктор Ейсимонт
- Оператор —  Дмитро Суренський
- Художники —  Ігор Бахметьєв
- Композитор —  Мойсей Вайнберг
- Диригент —  Емін Хачатурян